# پاتریک آلموند
پاتریک آلموند (انگلیسی: Patrick Almond؛ زادهٔ ۱۳ دسامبر ۲۰۰۲) بازیکن فوتبال است.